# Liste d'écrivains néerlandais
Cette liste alphabétique d'auteurs néerlandais contient des auteurs de tous genres. En ce qui concerne les auteurs qui ont utilisé un pseudonyme, le nom véritable apparaît entre parenthèses.
- Haut – A
- B
- C
- D
- E
- F
- G
- H
- I
- J
- K
- L
- M
- N
- O
- P
- Q
- R
- S
- T
- U
- V
- W
- X
- Y
- Z

## A
- Thomas van Aalten (1978- )
- Bertus Aafjes (1914-1993)
- Gerrit Achterberg (1905-1962)
- Kader Abdolah (1954- )
- Henri d'Alkmaar
- Jan van Aken (en)
- Hieronymus van Alphen (1746-1803)
- Karim Amghar (1984-)
- Hermanus Angelkot
- Ernst van Altena (1933-1999)
- Robert Anker (1946-2017)
- Jan Arends (1925-1974)
- Otto Arntzenius (1703-1763)

## B
- Theo van Baaren (1912-1989)
- Albert Cornelis Baantjer (1923-2010)
- Gaspard van Baerle (1584-1648)
- Thea Beckman (1923-2004)
- Nicolaas Beets (dit Hildebrand (pseud.) (1814-1903)
- Charles Beltjens (1832-1890)
- Frans Berding
- J. Bernlef (Hendrik Jan Marsman) (1937-2012)
- Paul Biegel (1925-2006)
- Aristide von Bienefeldt (1959-2016)
- J.M.A. Biesheuvel (1939- )
- Willem Bilderdijk (1756-1831)
- Anna Blaman (1905-1960)
- J.C. Bloem (1887-1966)
- Marion Bloem (1952- )
- Herman Pieter de Boer (1928-2014)
- André Boesberg (1949- )
- Godfried Bomans (1913-1971)
- Mark Boog
- Corrie ten Boom
- Ferdinand Bordewijk
- Anne Borsboom
- Hafid Bouazza
- Ina Boudier-Bakker
- Mano Bouzamour (1991-)
- Menno ter Braak
- Willem Brakman
- Johannes Bredenburg
- Gerbrand Andriaenszoon Bredero
- Philo Bregstein (1932-)
- Jan Brester
- Hans Maarten van den Brink
- Nick Brok
- Jan Brokken
- Herman Brood
- Titia Brongersma
- Jeroen Brouwers
- Carry van Bruggen
- Cor Bruijn
- Boudewijn Büch
- Pieter Burmann
- Pieter Burmann le Jeune

## C
- Remco Campert
- Henri Canisius
- Petrus Canisius
- Willem Canter
- Theodor Canter
- Simon Carmiggelt
- Jacob Cats
- Antoon Coolen
- Dirck Volkertszoon Coornhert
- Hugo Brandt Corstius
- Louis Couperus
- Hendrik Cramer
- J.J. Cremer

## D
- Jules Deelder
- Max Dendermonde (Hendrik Hazelhoff)
- Lodewijk van Deyssel (K.J.L. Alberdingk Thijm)
- Adriaan van Dis (Adriaan Mulder)
- A. den Doolaard (Cornelis Spoelstra)
- Frans van Dooren
- Renate Dorrestein
- Bart FM Droog
- Jessica Durlacher

## E
- Frederik van Eeden
- Justus van Effen
- Jan Eilander
- Jan Elburg
- Marcellus Emants
- Anna Enquist (Christa Widlund-Boer)

## F
- Rhijnvis Feith
- Willem Godschalck van Focquenbroch
- Jean-Paul Franssens

## G
- P.A. de Genestet
- Peter van Gestel
- Ronald Giphart
- Ruben van Gogh
- Herman Gorter
- Hermine de Graaf
- Ant.P. de Graaff
- Arnon Grünberg
- Lale Gül
- Robert van Gulik

## H
- Jacob Israël de Haan
- Hella Haasse
- Jacques Hamelink
- Maarten 't Hart
- Jan de Hartog
- Pé Hawinkels
- Denis Henriquez (1945-)
- Willem Frederik Hermans
- Judith Herzberg
- A.F.Th. van der Heijden
- Herman Heijermans
- Hildebrand (Nicolaas Beets)
- Ingmar Heytze Tjitse Hofman
- Jan Cornelis Hofman
- Pieter Corneliszoon Hooft
- Conrad Busken Huet
- Balthazar Huydecoper
- Constantijn Huygens

## I
- Ivans (J. van Schevichaven)

## J
- Esther Jansma
- A.M. de Jong
- Oek de Jong

## K
- Frans Kellendonk
- Leo Kenter
- Mensje van Keulen
- Yvonne Keuls
- Petronella Keysers
- Safae el Khannoussi
- Willem Kloos
- Gerrit Komrij
- Anton Koolhaas
- Kees van Kooten
- Rutger Kopland (R.H. van den Hoofdakker)
- Toon Kortooms
- Rudy Kousbroek
- Gerrit Kouwenaar
- Gerrit Krol
- Yvonne Kroonenberg

## L
- Pieter Langendyk
- Thé Lau
- Aart van der Leeuw
- Rick de Leeuw
- Jacob van Lennep
- J.H. Leopold
- Tessa de Loo (Tineke Duyvené de Wit)
- Karel Glastra van Loon
- Lucebert (L.J.Swaanswijk)
- Jan Luyken

## M
- Geert Mak
- Herman de Man (Salomon Herman Hamburger)
- Philippe de Marnix de Sainte-Aldegonde
- Hendrik Marsman
- Patricia De Martelaere
- Henk Romijn Meijer
- Hannes Meinkema (Hannemieke Stamperius)
- Doeschka Meijsing
- Liesbeth Mende
- Willem de Mérode
- Anja Meulenbelt
- Neeltje Maria Min
- Nicolaas Matsier (Tjit Reinsma)
- Marga Minco (Sara Voeten-Minco)
- Wally Moes
- Margriet de Moor
- Marcel Möring
- J.A. dèr Mouw
- Harry Mulisch
- Multatuli (Eduard Douwes Dekker)

## N
- Ramsey Nasr
- Nescio (J.H.F.Grönloh)
- Saskia Noort
- Cees Nooteboom
- Martinus Nijhoff

## O
- Jona Oberski
- Aernout van Overbeke
- Erick Overveen

## P
- Piet Paaltjens (François Haverschmidt)
- Willem Paap
- Connie Palmen
- Marion Pauw (1973-)
- Rascha Peper (Jenneke Strijland)
- Jacques Perk
- Ilja Leonard Pfeijffer
- Cees van der Pluijm
- Claire Polders
- Ethel Portnoy
- Everhardus Johannes Potgieter
- Obe Postma (en frison occidental)
- Jacques Presser

## Q
- Israël Querido
- Anton Quintana

## R
- Sebald Fulco Johan Rau
- Jean Pierre Rawie
- Jan-Jaap Reinders
- Gerard Reve
- Jacobus Revius
- Theodoor Rodenburg
- Adriaan Roland Holst
- Henriette Roland Holst - van der Schalk
- Renate Rubinstein

## S
- Jean Second
- Carel Steven Adama van Scheltema
- Arthur van Schendel
- Bert Schierbeek
- Cathelijn Schilder
- Annie M.G. Schmidt
- J.J. Slauerhoff
- Carry Slee
- Susan Smit (1974-)
- Albertina Soepboer
- Hendrik Laurenszoon Spieghel
- Maria Stahlie
- Hannemieke Stamperius
- Ilse Starkenburg
- Hélène Swarth

## T
- Maria Tesselschade
- Theo Thijssen
- Hendrik Tollens
- Marten Toonder

## U
- Bob den Uyl
- Antoine Uitdehaag

## V
- M. Vasalis (Margaretha Drooglever Fortuyn-Leenmans)
- Dick van den Heuvel
- Adriaan van der Veen
- Geerteke van Lierop
- Mariëlle van Sauers
- Heinric van Veldeken
- Henk van Woerden
- Cornelis Verhoeven
- Judicus Verstegen
- Albert Verwey
- Simon Vestdijk
- Anna Visscher
- Joost van den Vondel
- J.J. Voskuil
- Joost de Vries
- Stefan de Vries
- Theun de Vries
- Leo Vroman

## W
- Jacqueline E. van der Waals
- Hans Warren
- Lévi Weemoedt (Isaäck Jacobus van Wijk)
- Janwillem van de Wetering
- Willem Wilmink
- Leon de Winter
- Augusta de Wit
- Jan Wolkers

## Z
- Koos van Zomeren
- Willem van Zuylen van Nijevelt
- Joost Zwagerman
- Jeroen Zweers
- Philip Zweers